# Prabhat Ranjan Sarkar
Prabhat Ranjan Sarkar (Jamalpur, 21 maggio 1921 – Calcutta, 21 ottobre 1990) è stato un filosofo indiano.
Conosciuto anche con il nome spirituale di Shrii Shrii Anandamurti (e chiamato Baba dai suoi discepoli), è stato anche autore, poeta, compositore, linguista e rivoluzionario sociale. Nel 1955 Sarkar fondò l'organizzazione socio-spirituale Ananda Marga (Sentiero della Beatitudine), che offre insegnamenti sulla meditazione e lo yoga. Dalla metà degli anni settanta l'Ananda Marga è divenuta un'organizzazione internazionale con migliaia di discepoli in tutto il mondo. Oggi Sarkar è considerato da molti come uno dei prominenti filosofi indiani degli ultimi anni. Giani Zail Singh, settimo presidente della Repubblica Indiana, ha affermato su Sarkar: "Prabhat Ranjan Sarkar è stato uno dei più grandi filosofi indiani moderni."
Il sistema di pratiche spirituali proposto da Sarkar è stato descritto come una pratica sintesi delle filosofie vediche e tantriche.
Sarkar denuncia il materialismo e il capitalismo descrivendo l'universo come il risultato di un "impulso macropsichico": l'intero universo esiste all'interno della "mente cosmica", che è essa stessa la prima espressione della coscienza che viene asservita dalla sua stessa natura.
Sarkar è stato un autore prolifico ed ha prodotto un esteso corpus di opere che include alcune teorie volte ad incrementare il benessere umano. Tra queste la legge dei cicli sociali, la teoria dell'utilizzazione progressiva o PROUT, la teoria della microvita e la filosofia del neoumanesimo sono quelle più note.

## Biografia
Sarkar nacque durante la luna piena del mese indiano di Vaeshakh (Vesak) il 21 maggio 1921 (alle 6:07 del mattino) da Abharani (sua madre) e da Lakshmi Narayan Sarkar (suo padre). La Sua famiglia si trasferì da Bampura (Brahmanpara) a Jamalpur nel Bengala Occidentale nel 1915.
Sarkar era noto fin dalla prima infanzia come un bambino particolarmente brillante, che praticava la meditazione da solo fin dalla tenera età dimostrando grande conoscenza e padronanza di molte lingue senza che queste conoscenze fossero state apparentemente acquisite né nel corso degli studi scolastici e nemmeno attraverso la lettura di libri o l'ascolto di insegnanti.
Nel 1939 Sarkar lasciò Jamalpur per Calcutta per frequentare il Vidyasagar College dell'Università di Calcutta. Durante la sua permanenza a Calcutta soggiornò in casa del suo zio materno Sarat Chandra Bose, fratello del leader indipendentista indiano Subhas Chandra Bose.
Sarkar dovette lasciare i suoi studi per aiutare la sua famiglia dopo la morte di suo padre, e dal 1944 fino ai primi anni '50, Sarkar lavorò come impiegato al quartier generale delle ferrovie indiane di Jamalpur nel Bihar. In quel periodo insegnò le tecniche dell'antica meditazione tantrica ad un numero selezionato di colleghi e gradualmente sempre più persone si impegnarono nelle pratiche spirituali sotto la sua guida.
Nel 1955 Sarkar fonda l'Ananda Marga ("Sentiero della Beatitudine" in lingua sanscrita) un'organizzazione sociospirituale che Sarkar sintetizzò avere come missione l'"autorealizzazione dell'individuo e il servizio universale". Le idee di Sarkar sono in particolare raccolte in una serie di volumi chiamati “Subháśita Samgraha”, che costituiscono una parte importante delle scritture filosofico-spirituali dell'ideologia dell'Ananda Marga.
Attraverso questa organizzazione Sarkar, che visse a Calcutta negli ultimi anni della sua vita, diffuse la sua missione aprendo numerosi centri e comunità in molti paesi del mondo per l'insegnamento della filosofia dello yoga e di quella Neoumanista.
Nel 1959 Sarkar pubblica la "Teoria dell'Utilizzazione Progressiva" nota anche come "Prout", una teoria socio-economica che propone, tra l'altro, una nuova forma di economia decentrata e cooperativa.

## Filosofia spirituale
«Critico del capitalismo motivato solo dal profitto, del materialismo edonistico e del dogma religioso, Prabhat Ranjan Sarkar ha sviluppato un Neo-umanesimo spirituale che abbraccia i temi della spiritualità, dell'economia, della scienza, dell'ecologia e della morale in un'ottica lungimirante del progresso umano; considerando il progresso come evoluzione della coscienza e diretto al benessere di ognuno.
Fondando la sua filosofia sull'amore e sul rispetto per ogni cosa e ponendo al centro gli ideali umani di libertà, uguaglianza e giustizia, Sarkar ha proposto di indirizzare la dimensione psichica, mentale e spirituale dell'umanità verso una nuova visione del futuro.
Un nuovo ordine sociale - una "società morale" - è necessario per il futuro, capace di enfatizzare la cooperazione piuttosto che la competizione, il benessere collettivo piuttosto che il profitto, gli ideali trascendentali piuttosto che gli interessi egoistici.
Ed infine, come tema comune ricorrente nelle sue opere, ha proposto l'idea di un Nuovo o Secondo Illuminismo, in grado di riflettere nell'umanità una trasformazione etica, psicologica e sociale come promettente e preferibile visione del mondo»

— Thomas Lombardo

### Cosmologia
Sarkar descrive l'universo come il risultato di un "impulso macropsichico": l'intero universo esiste all'interno della mente cosmica, che è essa stessa la prima espressione della coscienza che viene asservita dalla sua stessa natura. Con l'evoluzione degli esseri unitari, la vita individuale, la proiezione estroversiva della "Mente cosmica" inizia il suo "viaggio di ritorno" seguendo modalità uniche. Durante questa fase nessuna entità dell'universo è esattamente uguale ad un'altra ma tutte hanno la stessa meta: immergersi di nuovo con la loro origine, la Coscienza cosmica Infinita. In tal modo il flusso cosmico si sviluppa prima dalla "coscienza illimitata" alla "coscienza limitata" e poi di nuovo alla "coscienza illimitata" ottenuta attraverso la meditazione.

### Livelli della mente
Secondo la filosofia di P. R. Sarkar la mente umana è composta da cinque strati chiamati Kosas:
1. Annamaya Kosa ("strato del cibo") o "Mente Cruda": è il livello fisico o più crudo, che viene sviluppato attraverso la dieta e l'esercizio fisico.
2. Manomaya Kosa ("strato del pensiero") o "Mente Sottile": è il livello del pensiero e della memoria. Questo Kosa dà l'esperienza del piacere e del dolore e si sviluppa naturalmente attraverso lo scontro fisico con gli ostacoli, e, nel sadhana dell'Ananda Marga con il Prāṇāyāma.
3. Atimanasa Kosa o "Mente Sopramentale": è il livello dell'intuizione e della creatività. Si sviluppa naturalmente attraverso gli scontri a livello psichico, e nel sadhana dell'Ananda Marga attraverso il pratyahara (ritiro).
4. Vijinanamaya Kosa ("strato della conoscenza speciale") o "Mente Subliminale": è il livello della coscienza o della discriminazione (viveka) e Vairāgya (non-attaccamento). Questo Kosa si sviluppa naturalmente attraverso gli scontri a livello psichico, ed il suo sviluppo è accelerato dal processo del dharana.
5. Hiranyamaya Kosa ("livello dorato") o "Mente Causale": è il livello più sottile. Qui la consapevolezza della mente è molto vicina all'esperienza diretta della "Coscienza Suprema", dalla quale è separata esclusivamente da un sottile velo di ignoranza. Questo Kosa è naturalmente sviluppato attraverso l'attrazione per il Supremo, e nel sadhaka (aspirante spirituale) dal processo del dhyāna.

### Biopsicologia
Con la "Biopsicologia" Sarkar spiega come le "energie sottili" citate dalla scienza tradizionale tantrica dei chakras ("ruote") si relazionino al corpo attraverso i Plessi nervosi, visti come controparti fisiologiche capaci di influenzare le ghiandole endocrine associate al sistema neuroendocrino ed alla parte psichica del corpo. La "Teoria del Brahma Chakra" di P. R. Sarkar considera il corpo umano come composto dagli analoghi cinque "fattori fondamentali" di cui è composto anche l'universo. Ogni fattore è distribuito su tutto il corpo ma è controllato da un nucleo di controllo o Chakra. La biopsicologia considera i Chakras come sottostazioni della mente, ognuna controllante l'area ad essa assegnata. E, proprio come la mente funziona direttamente attraverso il cervello, così i Chakras funzionano attraverso le loro controparti fisiche: le ghiandole endocrine. La biopsicologia dell'Ananda Marga estende con ulteriori spiegazioni il concetto dei sette Chakra e considera principalmente i seguenti:
1. Muladhara Chakra: alla base della Colonna vertebrale (controlla il fattore solido).
2. Svadhisthana Chakra: al livello degli organi genitali (controlla il fattore liquido ed è associato con le gonadi).
3. Manipura Chakra: al livello dell'ombelico (controlla il fattore luminoso ed è associato con il pancreas).
4. Anahata Chakra: al centro del petto (controlla il fattore aereo ed è associato con il timo).
5. Vishuddha Chakra: sulla gola (controlla il fattore etereo ed è associato con la tiroide).
6. Ajina Chakra: tra le sopracciglia (associato con la ghiandola pituitaria).
7. Sahasrara Chakra: sulla cima della testa (associato con la Ghiandola pineale). Le propensità mentali (vrttis) associate con ogni Chakra influenzano le ghiandole e le secrezioni ormonali di queste ghiandole (incluse le emozioni, il comportamento fisico e il funzionamento dei diversi sistemi corporei). Ma le ghiandole e gli ormoni da esse secreti possono anche influenzare la mente in una catena di feedbacks.

### Teoria della microvita
Il termine "Microvita" è il plurale di "Micro-vitum". Il concetto fu introdotto da Sarkar nel 1986 attraverso una serie di conferenze. In accordo con questa teoria intuizionale le microvita sono entità che si manifestano sia nel mondo fisico che in quello della espressione psichica. Secondo Sarkar esse sono più piccole e più sottili degli atomi e delle particelle subatomiche e, nel mondo psichico, possono essere più sottili della sostanza mentale e contribuiscono alla "pura coscienza". Sarkar predisse che sarebbero state presto riconosciute dalla scienza convenzionale. Nella teoria della microvita le microvita sembrano essere le prime espressioni di vita all'interno del Bramachakra (il "Ciclo della Creazione"). Questa teoria prevede diverse tipologie di microvita, sia positive che negative, con vari livelli di esistenza evolutiva.

### Sadhana
Un punto centrale nella filosofia di Sarkar è il concetto di Sadhana. Il Sadhana viene descritto come una pratica per "la trasformazione dell'amore con la paura in amore senza paura". Il Sadhana si concretizza in particolare con la pratica della meditazione per la completa unificazione. Sarkar raccomandava ai suoi discepoli la pratica quotidiana della meditazione individuale e settimanalmente di quella collettiva.

## Filosofia politica e sociale

### Teoria dei cicli sociali
Il concetto di Varna descrive quattro tipologie socio-psicologiche principali, con cui la dimensione psicologico-fisica umana e la motivazione sociale vengono espresse: Vipra (intellettuale), Kshatriya (guerriero), Vaishya (acquisitore) e Shudra (lavoratore). Nella visione di Sarkar Varna è più che un semplice tratto psicologico ma meglio un archetipo, concetto vicino alla nozione di episteme di Michel Foucault che sono quadri di riferimento della conoscenza che definiscono cosa è vero e reale.
La Legge dei Cicli Sociali di Sarkar sviluppa queste caratteristiche in una teoria dell'evoluzione storica nella quale le diverse ere "salgono e scendono" nel senso di élite dominanti rappresentanti una delle caratteristiche sopracitate. Questa legge sembra collegarsi alle prime idee ciclico-storiche di Sri Aurobindo, con un focus sulla psicologia dello sviluppo umano e, tra le varie idee macrostoriche sui cicli, a quelle di Ibn Khaldun.
Insieme alla dimensione ciclica, con la "salita e discesa" delle ere, la teoria di Sarkar evidenzia come il vero progresso umano non risieda soltanto nell'evoluzione economica e tecnologica, ma sia resa possibile solo con il corrispondente sviluppo della dimensione spirituale.
Per Sarkar la spiritualità si concretizza nell'individuo che realizza il "vero sé". In aggiunta alle pratiche yogiche meditazionali ed alla purezza nei pensieri e negli atti, Sarkar attribuisce allo stesso tempo grande importanza al servizio sociale disinteressato come mezzo per la liberazione. Sarkar considera come nel supportare lo sviluppo interiore degli esseri umani si abbiano delle indubbie ricadute sociali. Rifiuta inoltre sia il capitalismo che il comunismo come assetti sociali adatti a condurre l'umanità verso un modo di vivere equilibrato ed atto a sostenere un progresso generalizzato. Sarkar individua come seri problemi del capitalismo sia la concentrazione della ricchezza in poche mani che le interruzioni nel movimento del denaro, fatti che sono alla base delle recessioni e persino delle depressioni economiche. Ritiene poi importante dal punto di vista sociale la creazione di adeguate strutture finalizzate a garantire i cinque bisogni primari: cibo, abitazione, vestiario, cure mediche ed educazione.
Sarkar rivendica di aver fondato sia l'Ananda Marga che il PROUT ("Teoria dell'Utilizzazione Progressiva") come mezzi concreti volti ad incoraggiare l'armonia e la cooperazione, al fine di aiutare la società ad eludere l'attuale ciclo. Sarkar sostiene che, una volta che sia stato compreso il ciclo sociale e che i Sadvipras si siano evoluti, i periodi di sfruttamento potranno essere largamente ridotti se non eliminati. Con una leadership che sia rappresentativa di tutti gli aspetti delle varnas, vale a dire con un leader impegnato nel servizio, che sia coraggioso, che usi l'intelletto per il beneficio altrui e che possegga competenze innovative e intraprendenti, il ciclo può diventare una spirale ascendente.
Il concetto di karma samnyasa di Sarkar si riferisce al principio che uno yogi divenga un Sadvipra, cioè un individuo che abbia raggiunto un completo sviluppo e una mente equilibrata. E questo è raggiunto da chi si stabilisce in modo permanente nella coscienza "suprema", sia attraverso pratiche personali di trasformazione che mediante l'impegno in politiche di liberazione sociale come forma di servizio.

### PROUT: Teoria dell'utilizzazione progressiva
La Teoria dell'Utilizzazione Progressiva è una teoria socio-economica menzionata per la prima volta da Sarkar nel 1959 nel suo discorso "La Fratellanza Cosmica" (The Cosmic Brotherhood). Per divulgare e stabilire il PROUT, Sarkar fondò l'organizzazione, Proutist Universal che consisteva principalmente in cinque federazioni (studenti, intellettuali, contadini, operai e giovani). L'economia proutista, come descritta da Sarkar, è una forma di economia cooperativa e decentralizzata volta più al benessere collettivo che al profitto, senza trascurare la promozione dei meriti individuali di ognuno. Per "utilizzazione progressiva" si intende l'ottimizzazione e la massima utilizzazione delle risorse naturali, industriali ed umane su una base sostenibile per l'intero ecosistema. Questa teoria che si propone di superare le limitazioni sia del capitalismo che del comunismo con la sua "Legge dei Cicli Sociali", fondata sulla "Teoria dei Cicli Sociali" dello stesso Sarkar, non riguarda soltanto l'economia. Nel 1968 Srkar fondò l'organizzazione Proutist Block of India (PBI, "Blocco Proutista dell'India"), per promuovere gli ideali della sua teoria attraverso l'azione sociale e politica. Il PBI fu poi sostituito dal Proutist Universal (PU). Secondo i suoi promotori il PROUT abbraccia l'intera esistenza collettiva e individuale: fisica, educativa, sociale, politica, mentale, culturale e spirituale. Inoltre non si riferisce soltanto agli esseri umani ma a tutti gli esseri.

### Neoumanesimo: la liberazione dell'intelletto

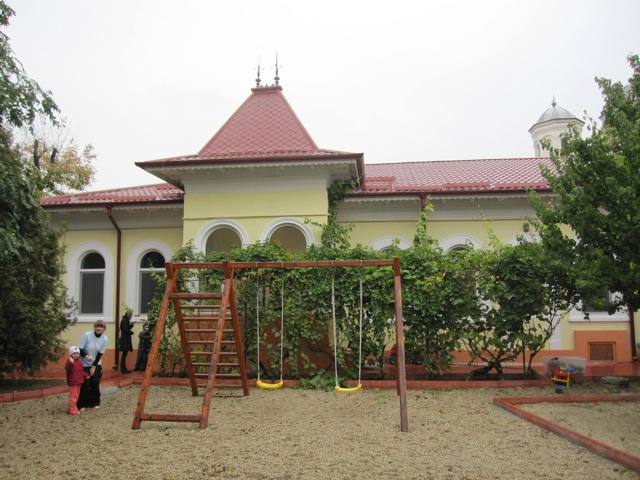
Scuola neoumanista dell'Ananda Marga a Bucarest, in Romania)

Nel 1982 Sarkar estese i suoi scritti sulla Società umana introducendo la sua nuova teoria del Neoumanesimo.
Se l'Umanesimo tende a contemplare esclusivamente l'essere umano in una visione umano-centrica, il Neoumanesimo, secondo la teoria proposta da Sarkar, eleva la visione umanista in senso universalistico. Afferma Sarkar: 
(Sarkar, 1982) (Traduz. dall'originale in lingua inglese)
Come descritto da Sarkar nella teoria del Brahmachakra, tutte le cose esistenti sono espressione della medesima "Coscienza Suprema". Conseguentemente il Neoumanesimo, rispetto a tutti gli esseri viventi, dà preferenza ai valori esistenziali piuttosto che a quelli utilitaristici. Il Neoumanesimo pone grande enfasi nella razionalità ed incoraggia quello che definisce come "mentalità protospirituale", un processo di continuo riconoscimento di ogni cosa con cui si viene in contatto, sia internamente che esternamente, come una manifestazione della "Coscienza Suprema (Brahma). Secondo Sarkar la razionalità aiuta a sviluppare la devozione, che egli considera come essere "il tesoro più grande e più prezioso dell'umanità".
Nella visione di Sarkar il Neoumanesimo porta alla liberazione dell'intelletto umano dai legami imposti dai dogmi e dai complessi, aiutando a superare la distanza tra il mondo interiore e quello esteriore. Il Neoumanesimo appare al medesimo tempo sia come una filosofia reattiva che proattiva. Incoraggia l'attivismo sociale al fine di identificare e smascherare le influenze nocive. Promuove lo sviluppo personale attraverso un'appropriata disciplina fisica, mentale e spirituale.

### Cultura
Se il termine cultura si riferisce abitualmente al significato originario espresso da questa parola (ossia a quella collegata all'espressione greca paidéia e a quella latina humanitas, cioè all'essere umano capace di padroneggiare con talento le arti, la retorica e la filosofia), Sarkar (Sarkar, P.R., 1987) offre un nuovo punto di vista, con un'ampia spiegazione universalistica: "la cultura dell'intera razza umana è una ma caratterizzata da diverse manifestazioni locali.. è la stessa ma varia nella sua espressione."

### Educazione
Secondo Sarkar "l'educazione è per la Liberazione." Educazione significa lo sviluppo simultaneo nella sfera psichica, mentale e spirituale dell'esistenza umana. Grazie ad essa le potenzialità umane dormienti verranno svegliate ed utilizzate in modo appropriato. Per Sarkar la vera educazione conduce ad un pervasivo senso di amore e compassione per tutta la creazione. Nel sistema educativo dell'Ananda Marga un'enfasi particolare viene attribuita alla dimensione morale ed allo sviluppo dell'idealismo, insieme ad un appropriato approccio psicopedagogico e ad una felice fusione tra la estroversiva scienza occidentale e l'introversiva filosofia orientale.

## Opere
Sebbene Sarkar abbia passato solo diciassette anni della sua vita lavorando a tempo pieno per le sue organizzazioni (1966–1971 & 1978–1990), ha lasciato un vasto lascito comprendente più di 250 volumi che affrontano una vasta molteplicità di argomenti. Molti di questi volumi sono costituiti da raccolte di discorsi tenuti dall'autore durante incontri spirituali o sociali. L'autore, conosciuto primariamente come il maestro spirituale dietro l'associazione Ananda Marga, scrisse oltre 1.500,00 pagine sulla sua teoria economica dell'Utilizzazione Progressiva (PROUT), con diverse migliaia di altre pagine dedicate alla linguistica ed allo studio delle lingue; gli studi di Sarkar sulle lingue includono tra gli altri Shabda Cayanika ("Una Raccolta di Parole"), un'enciclopedia non finita di ventisei volumi dettati in lingua bengalese.. Sarkar ha inoltre scritto libri sulla sociologia, l'agricoltura, la storia, la letteratura, l'educazione, la medicina, la cosmologia e la filosofia,
fondando in particolare anche la filosofia del Neoumanesimo nel 1982 e la "Teoria della Microvita" nel 1986. Con quest'ultima teoria Sarkar
"crede che gli atomi e le particelle subatomiche di tutto l'universo siano impregnati di vita". Nel 1982 Sarkar iniziò a comporre canzoni. In otto anni, fino alla data della sua morte completò la composizione di 5018 canzoni in varie lingue.. Questa vasta raccolta di canzoni è chiamata Prabhat Samgiita ("Canzoni della Nuova Alba").